# Buluka collessi
Buluka collessi (лат.) — вид мелких наездников рода Buluka подсемейства Microgastrinae из семейства Braconidae (Ichneumonoidea).

## Распространение
Австралия.

## Описание
Мелкие паразитические наездники (около 3 мм). От близких видов отличается гладким спереди скутеллюмом, мелкими проподеальными дыхальцами, продольными бороздками на тергитах T2 и T3; затемнёнными крыльями, чёрными тергитами T1 и T2 с жёлтыми отметинами; гладкой дорзомедиальной долей пронотума; гладким проподеумом вокруг дыхалец. Яйцеклад короткий, щетинки на нём только на вершине; гипопигий короткий и склеротизированный, тело грубо скульптировано (кроме головы). Жгутик усика 16-члениковый. Нижнечелюстные щупики 5-члениковые, нижнегубные щупики состоят из 3 сегментов. Дыхальца первого брюшного тергиты находятся на латеротергитах. Предположительно паразитируют на гусеницах бабочек.